# Bataille de Tobrouk (1911)
Pour les articles homonymes, voir Bataille de Tobrouk.
Guerre italo-turque
La Bataille de Tobrouk ou bataille de la colline de Nadura est un affrontement armé de la guerre italo-turque qui s'est déroulé en 1911 pour la possession de la ville côtière de Tobrouk et de son territoire environnant.

## Contexte
L’Italie tardivement unifiée voulait avoir un empire colonial, la Libye, qui était autrefois romaine était la cible idéale. Cependant, la régence de Tripoli était sous contrôle ottoman, et il n'était pas possible de s’en emparer sans l’intermédiaire d’une action militaire terrestre et navale. D’autant plus que Tobrouk était un port d'importance stratégique. Georg August Schweinfurth a en effet déclaré en 1883 que : La nation qui contrôle Tobrouk sera le maître de la Méditerranée orientale[réf. nécessaire]. Le 3 octobre 1911, la ville est atteinte par la 1re escadre des forces navales italiennes commandée par le vice-amiral (viceammiraglio) Augusto Aubry et le lendemain, elle est occupée sans rencontrer de résistance majeure.
Les forces turques et libyennes sont réorganisées par Ismail Enver après quelques brefs affrontements le 9 novembre ; à la tête de ces forces se trouve le cheik Muberra, soutenu par la tribu Meryem.

## La bataille
La bataille voit 200 des 2 000 soldats italiens, qui ont capturé la colline de Nadura dans la vallée de la Mureyra et sont occupés à recevoir des renforts et à creuser des tranchées, affronter 200 volontaires turcs et libyens.
Le capitaine Mustafa Kemal, commandant des unités ottomanes dans la région du Tobrouk, ordonne au cheik Muberra d'attaquer au plus vite pour submerger les renforts qui rejoignent les troupes italiennes stationnées sur la colline. Avec l'accord d'Ismail Enver, 12 soldats turcs, le lieutenant Necip Efendi et 120 volontaires libyens partent à la reconquête de la colline, défendue par 200 soldats italiens. Les forces turco-libyennes ont atteint la colline de Nadura juste avant l'aube et l'ont assiégée. Les soldats italiens, pris par surprise, réagissent de manière désorganisée et sans pouvoir compter sur l'appui des canons. Les positions italiennes ont été prises en deux heures et les bersaglieri ont abandonné Tobrouk, laissant derrière eux trois mitrailleuses et de nombreuses munitions.
Pendant ce temps, les soldats turco-libyens commencent à faire face aux renforts italiens qui se replient près de la colline.

## Conséquences
Il y a eu environ 200 victimes parmi les soldats italiens, sans compter l'équipement, les fusils et les munitions laissés par les bersaglieri. Il s'agissait d'un mouvement important pour endiguer l'avancée italienne à Tobrouk. Cependant, les Italiens ont réoccupé la zone avec d’avantage d'hommes en 1912. Pendant l’affrontement, Mustafa Kemal sera blessé à l'œil gauche.

## Note
1. ↑  « KhadijaTeri - Libya - Tobrouk » (consulté le 3 novembre 2010)
2. ↑  « Mustafa Kemal Atatürk 1881 - 1938 CHAPTER 1 » (consulté le 3 novembre 2010)
3. ↑  1911-1912 Turco-Italian War and Captain Mustafa Kemal. Ministry of Culture of Turkey, édité par Turkish Armed Forces-Division of History and Strategical Studies, pages 62-65, Ankara, 1985
4. ↑  (tr) « Atatürk'ün Sol Gözünün Hafif Şehla Olmasının Nedenini Merak Etmiş miydiniz? », sur Onedio (consulté le 12 juin 2024)

## Source
- (it) Cet article est partiellement ou en totalité issu de l’article de Wikipédia en italien intitulé « Battaglia di Tobruch (1911) » (voir la liste des auteurs).